# Раденцин
Раденцин (пол. Radęcin) — село в Польщі, у гміні Добеґнев Стшелецько-Дрезденецького повіту Любуського воєводства.
Населення — 500 осіб (2011).
У 1975-1998 роках село належало до Гожовського воєводства.

## Демографія
Демографічна структура станом на 31 березня 2011 року:
|          | Загалом | Допрацездатний вік | Працездатний вік | Постпрацездатний вік |
| -------- | ------- | ------------------ | ---------------- | -------------------- |
| Чоловіки | 256     | 49                 | 185              | 22                   |
| Жінки    | 244     | 46                 | 139              | 59                   |
| Разом    | 500     | 95                 | 324              | 81                   |